# Olle Hallén (konstnär)
Olle Ragnar Hallén, född 19 juli 1918 i Malmö, död i december 1995 i Malmö S:t Johannes församling, var en svensk målare.
Han var son till kassören Herman Hallén och Kerstin Larsson. Hallén studerade vid Tekniska skolan i Malmö samt vid Skånska målarskolan och Essem-skolan i Malmö och under studieresor till bland annat Frankrike, England, Italien och Belgien. Han medverkade i utställningar med Skånes konstförening och i konstnärsgruppen Septembergruppens utställningar i Blekinge och Bergslagen. Tillsammans med Stig Wernheden ställde han ut på Krognoshuset i Lund. Hans konst består av stilleben och landskapsmålningar i olja, pastell och akvarell. Hallén är begravd på Östra kyrkogården i Malmö.